# Willy Koch (Fußballfunktionär)

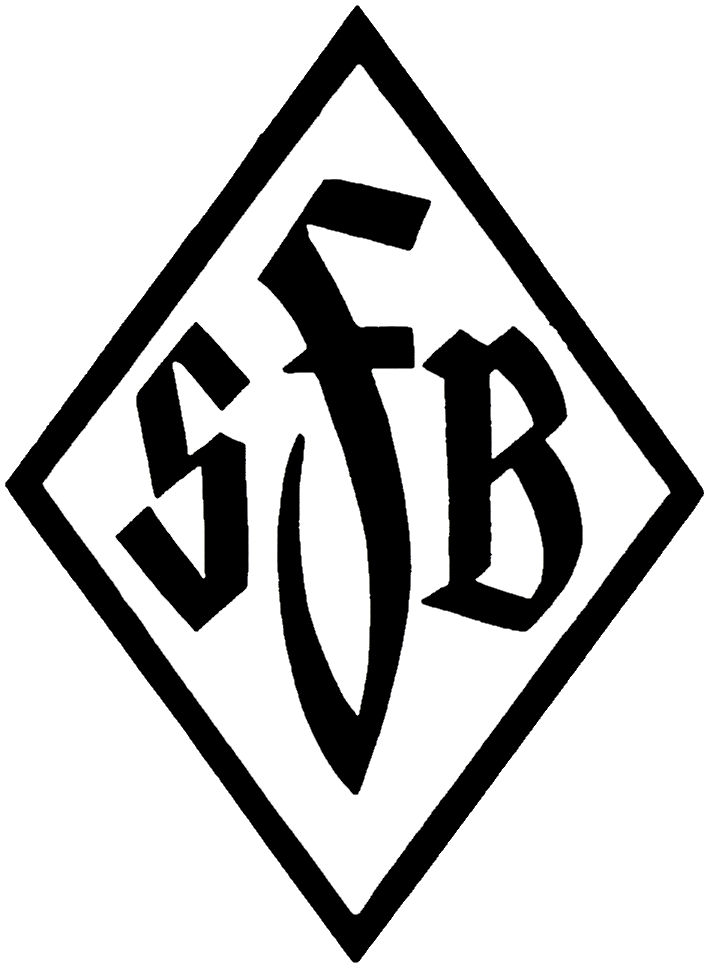
Wappen des Saarländischen Fußballbundes

Willy Koch (* 9. November 1907; † 10. August 2001) war ein deutscher Fußballfunktionär und von Juli 1948 bis Mai 1950 erster Präsident des Saarländischen Fußballbundes.

## Biographie
Koch, ein „Dudweiler Junge“, war seit 1929 Mitglied des SV Hansa Dudweiler, 1931 wurde er zum Schriftführer und 1934 zum Sportwart gewählt. Im Jahr 1937 wurden alle Dudweiler Vereine unter dem Namen VfL Dudweiler zusammengeschlossen, Koch war als Pressewart auch hier Vorstandsmitglied. Neben seinem Hauptberuf als technischer Betriebsleiter arbeitete er auch für Tages- und Sportzeitungen, darunter die Südwestdeutsche Sportzeitung, die Saarbrücker Landeszeitung sowie die Dudweiler Zeitung, und berichtete unter anderem im Februar 1939 aus Berlin vom Länderspiel der deutschen Fußballnationalmannschaft gegen Jugoslawien (3:2). Nach dem Zweiten Weltkrieg wurde Koch Mitglied des TSV Dudweiler, der sich schließlich 1947 in ASC Dudweiler umbenannte. Im Jahr 1968 wurde er zum zweiten Vorsitzenden des Vereins gewählt, zwischen 1984 und 1996 war Koch Vereinspräsident. Im März 1999 erfolgte die Ernennung zum Ehrenpräsidenten des ASC.
Im Januar 1946 bereiteten Sportfunktionäre im Saarbrücker Johannishof (heute Mainzer Straße 30) einen Landessportausschuss vor, Kochs Zuständigkeit bestand für den Bereich Organisation und Technik. Bereits zwei Monate später konnte der Fußballspielbetrieb wieder aufgenommen werden. Willy Koch wurde im Dezember 1946 zum Ersten Vizepräsidenten des Landessportverbandes für das Saarland (LSVS) gewählt, außerdem fungierte er von 1946 bis 1948 als Landesspielleiter im Fußball. Zwischen dem 25. Juli 1948 und dem 14. Mai 1950 amtierte Koch als erster Präsident des Saarländischen Fußballbundes (SFB), sein Nachfolger wurde Hermann Neuberger.